# Lidar

Animazione di una scansione 2D mediante LIDAR

LIDAR (acronimo dall'inglese Light Detection and Ranging o Laser Imaging Detection and Ranging) è uno strumento di telerilevamento che permette di determinare la distanza di un oggetto o di una superficie utilizzando un impulso laser, ma è anche in grado di determinare la concentrazione di specie chimiche nell'atmosfera e nelle distese d'acqua.
Come per il radar, che al posto della luce utilizza onde radio, la distanza dell'oggetto è determinata misurando il tempo trascorso fra l'emissione dell'impulso e la ricezione del segnale retrodiffuso. La sorgente di un sistema LIDAR è un laser, ovvero un fascio coerente di luce a una precisa lunghezza d'onda, inviato verso il sistema da osservare. La tecnologia LIDAR ha applicazioni in geologia, sismologia, archeologia, telerilevamento e fisica dell'atmosfera.
Altri termini per questa tecnica sono ALSM (Airborne Laser Swath Mapping) e altimetria laser. L'acronimo LADAR (Laser Detection and Ranging) si usa spesso in ambito militare. Anche il termine radar laser è a volte usato, ma è fuorviante perché la sorgente usata è ottica e non radio, con proprietà e comportamenti differenti.

## Descrizione
La principale differenza fra LIDAR e radar è che il LIDAR usa lunghezze d'onda ultraviolette, nel visibile o nel vicino infrarosso; questo rende possibile localizzare e ricavare immagini e informazioni su oggetti molto piccoli, di dimensioni pari alla lunghezza d'onda usata. Perciò il LIDAR è molto sensibile agli aerosol e al particolato in sospensione nelle nuvole ed è molto usato in meteorologia e in fisica dell'atmosfera.
Affinché un oggetto rifletta un'onda elettromagnetica, deve produrre una discontinuità dielettrica; alle frequenze del radar (radio o microonde) un oggetto metallico produce una buona eco, ma gli oggetti non-metallici come pioggia e rocce producono riflessioni molto più deboli, e alcuni materiali non ne producono affatto, risultando invisibili ai radar. Questo vale soprattutto per oggetti molto piccoli come polveri, molecole e aerosol.
I laser forniscono la soluzione: la coerenza e densità del fascio laser sono ottime, la lunghezza d'onda è molto più piccola dei sistemi radio, e va dai 10 micron a circa 250 nm. Onde di questa lunghezza sono riflesse bene dai piccoli oggetti, con un comportamento detto retrodiffusione; il tipo esatto di retrodiffusione impiegato può variare: in genere si sfruttano la diffusione Rayleigh, la diffusione Mie e la diffusione Raman, oltre che la fluorescenza. Le lunghezza d'onda dei laser sono ideali per misurare fumi e particelle in sospensione aerea (aerosol), nuvole e molecole nell'atmosfera.
Un laser ha in genere un fascio molto stretto, che permette la mappatura di caratteristiche fisiche con risoluzione molto alta, paragonata a quella del radar. Inoltre, molti composti chimici interagiscono più attivamente con le lunghezze d'onda del visibile che non con le microonde, permettendo una definizione anche migliore: con adatte combinazioni di laser permettono la mappatura remota della composizione dell'atmosfera rilevando le variazioni dell'intensità del segnale di ritorno in funzione della lunghezza d'onda.
Lo sviluppo del GPS negli anni ottanta ha reso possibile e pratico lo sviluppo di apparecchiature LIDAR aviotrasportate o su satelliti artificiali, a scopo di mappatura e rilevamento. Sono stati sviluppati molti strumenti del genere: un esempio è il LIDAR sperimentale per ricerca avanzata della NASA.

## Progetto
In genere ci sono due tipi di sistemi LIDAR: a microimpulsi e ad alta energia. I sistemi a microimpulsi sono stati sviluppati recentemente, come risultato della sempre crescente potenza di calcolo disponibile e dei progressi nella tecnologia dei laser. Questi nuovi sistemi usano potenze molto basse, dell'ordine di un watt, e sono spesso completamente sicuri (non richiedono cioè particolari precauzioni per il loro impiego). I LIDAR ad alta energia invece sono comuni nello studio dell'atmosfera, dove sono impiegati per il rilevamento di parametri atmosferici come altezza, stratificazione e densità delle nubi e proprietà del particolato che contengono (coefficiente di estinzione, di retrodiffusione, depolarizzazione), temperatura, pressione, umidità, venti, concentrazioni di gas traccia (ozono, metano, ossido di diazoto, ecc.).
Un lidar è composto dai seguenti sistemi:
1. Laser - I laser da 600-1 000 nm sono i più comuni per applicazioni non scientifiche. Sono economici, ma poiché la loro luce può essere messa a fuoco e assorbita dall'occhio umano, la loro massima potenza è limitata dalla necessità di renderli sicuri, requisito fondamentale per molte applicazioni; un'alternativa comune sono i laser su 1 550 nm, sicuri per potenze molto più alte poiché la loro frequenza non è messa a fuoco dagli occhi, ma la tecnologia dei rivelatori per queste frequenze è meno avanzata e permette distanze e precisione minori. I laser da 1 550 nm sono molto usati anche dai militari, perché tale frequenza non è visibile ai visori infrarossi per visione notturna, diversamente dai laser infrarossi da 1 000 nm. I LIDAR aerotrasportati per mappatura topografica usano di solito laser YAG da 1 064 nm pompati con diodi, mentre i sistemi batimetrici, benché usino lo stesso tipo di laser, ne raddoppiano la frequenza lavorando a 532 nm, perché questa frequenza penetra l'acqua con molta meno attenuazione. I parametri del laser comprendono il numero di impulsi al secondo (che determina la velocità di acquisizione dei dati). La durata dei singoli impulsi è in genere determinata invece dalla dimensione della cavità laser, dal numero di passaggi attraverso il mezzo amplificatore (YAG, YLF, ecc.), e dalla velocità del Q-switching. Tanto più brevi sono gli impulsi, tanto migliore è la risoluzione del bersaglio, purché i rivelatori e l'elettronica del LIDAR abbiano banda passante sufficiente.
2. Scanner e ottica - La velocità con cui l'immagine è creata è determinata anche dalla velocità della scansione meccanica del fascio laser. Ci sono molti modi di costruire uno scanner ottico: specchi piani oscillanti, specchi poligonali, specchi rotanti, scanner poligonali o una combinazione di questi. La scelta delle ottiche influenza la risoluzione angolare e la distanza minima e massima a cui il LIDAR è efficace. Il segnale di ritorno è raccolto con uno specchio forato o con un divisore di fascio.
3. Ricevitore ed elettronica - I ricevitori possono essere costruiti con molti materiali. Due molto comuni sono silicio e arseniuro di gallio e indio impiegati in diodi PIN o fotodiodi a valanga. La sensibilità del ricevitore è un altro parametro che deve essere considerato nella progettazione di un sistema LIDAR.
4. Sistemi di localizzazione e navigazione - I sensori LIDAR montati su aerei o satelliti hanno bisogno di conoscere la loro posizione assoluta e l'orientamento del loro sensore. Il modo più comune di ottenere queste informazioni sono un ricevitore GPS e una piattaforma inerziale.

## Applicazioni
In geologia e sismologia la combinazione di GPS e LIDAR aerotrasportati è diventata uno degli strumenti principali per il rilevamento di faglie, subsidenza e altri movimenti geologici: la combinazione di queste due tecnologie può fornire mappe altimetriche del terreno estremamente accurate, che possono rivelare l'elevazione del suolo anche attraverso la copertura degli alberi. Questa tecnica fu resa famosa in America durante la mappature della faglia di Seattle nello Stato di Washington.
I sistemi LIDAR aerei sono usati per monitorare i ghiacciai e hanno la capacità di rivelare la minima crescita o diminuzione. Il satellite ICESat della NASA monta un LIDAR a questo scopo e l'Airborne Topographic Mapper, sempre della NASA, è usato intensamente per la sorveglianza glaciologica e della morfologia costiera.
Il LIDAR aereo ha trovato ulteriore uso nella silvicoltura: con tali strumenti si possono studiare le coperture arboree delle foreste, misurare la biomassa presente e studiare la zona del fogliame. Allo stesso modo, il LIDAR è usato da molte industrie - ferrovie, settori energia e trasporti - come sistema veloce di sorveglianza. Sta inoltre diventando uno strumento sempre più comune nella ricerca archeologica.
Il LIDAR può anche misurare la velocità dei venti atmosferici: alcuni sistemi LIDAR Doppler sviluppati dalla NASA sono in grado di misurare la velocità del vento lungo una linea. Un LIDAR a scansione come l'HARLIE, sempre della NASA, è stato usato per misurare la velocità del vento in un ampio cono tridimensionale; le applicazioni si estendono alla sorveglianza degli uragani. La missione ADM-Aeolus dell'ESA sarà equipaggiata con un sistema LIDAR Doppler per mappare globalmente la velocità verticale dei venti.
I LIDAR Doppler cominciano a essere usati con successo nel campo delle energie rinnovabili per acquisire informazioni sulla velocità e direzione del vento, sulla turbolenza e per prevedere le raffiche improvvise. Per queste applicazioni si usano sia laser continui sia a impulsi: per ottenere la risoluzione verticale, gli apparati continui si basano sulla messa a fuoco dei rivelatori, mentre quelli a impulsi sfruttano la temporizzazione precisa del segnale emesso.
Una rete mondiale di osservatori usa i LIDAR per misurare la distanza dei riflettori collocati sulla Luna, misurando così la distanza Terra-Luna con precisione millimetrica e rendendo possibile un test sulla teoria della relatività generale.
MOLA, il Mars Orbiting Laser Altimeter, ha usato uno strumento LIDAR in un satellite in orbita intorno a Marte (il Mars Global Surveyor) per ricavare una mappa topografica straordinariamente accurata dell'intera superficie del pianeta rosso.
In fisica dell'atmosfera il LIDAR si usa per misurare a distanza la densità di certi costituenti della media e alta atmosfera come il potassio, il sodio, l'azoto e ossigeno molecolari; queste misure permettono poi di calcolare le temperature degli strati interessati. Il LIDAR può anche fornire informazioni sulla distribuzione verticale delle particelle di aerosol eventualmente presenti.
In oceanografia i LIDAR forniscono una stima della fluorescenza del fitoplancton e in generale delle biomasse negli strati superficiali dell'oceano. Un altro uso è la batimetria, con apparati aerei, di secche e zone di mare non abbastanza profonde per le navi oceanografiche.
Dal lato consumer, grazie all'integrazione del sensore LiDAR negli ultimi dispositivi Apple, si possono fare scansioni 3D molto accurate degli interni e degli esterni di un'abitazione con una resa finale davvero realistica. Per quanto riguarda il campo dell'accessibilità, è stata concepita un'applicazione nativa Apple per aiutare le persone non vedenti. La compagnia di Cupertino ha creato un sistema che rileva la presenza e la distanza rispetto alla fotocamera dell'iPhone. La funzionalità è integrata nell'app Lente d'Ingrandimento e funziona sfruttando in contemporanea ARKit e lo scanner LiDAR, essa andrà a rilevare la distanza delle persone davanti alla fotocamera il tutto coadiuvato con un suono (o con la voce di Siri, l'assistente vocale) e con un feedback tattile che avviserà prontamente l'utente se ci sono persone vicine a lui in base alla distanza preimpostata.
Un'importante applicazione non-scientifica del LIDAR è nel controllo della velocità dei singoli veicoli, come alternativa pratica alle pistole radar manuali. Un LIDAR costruito per questo scopo può essere abbastanza piccolo e leggero da venire impugnato con una sola mano senza difficoltà: la superiore risoluzione del LIDAR permette di controllare la velocità di un singolo veicolo anche in un flusso di traffico denso, dove invece i normali radar Doppler sono confusi dal numero di eco contemporanee.
Le applicazioni militari di LIDAR sul campo sono ancora segrete, ma è in corso un intenso lavoro di ricerca e sviluppo sul problema della generazione di immagini dai dati LIDAR; la loro maggiore risoluzione li rende particolarmente adatti a ricavare immagini tanto dettagliate da permettere di riconoscere il tipo esatto di bersaglio. Questo tipo di applicazioni vengono chiamate LADAR.
Esistono vari modi di ricavare un'immagine da un sistema laser: la distinzione principale è fra sistemi a scansione e sistemi a sorgente fissa. I sistemi a scansione si possono ulteriormente dividere in due sottogruppi a seconda del modo in cui il fascio laser viene fatto passare sull'area di scansione: con la scansione lineare (LLS, o Laser Line Scanner) il laser è mantenuto in un raggio sottile che "legge" l'area di scansione riga per riga, con una scansione di tipo televisivo. Con la scansione a ventaglio invece il fascio laser s'allarga a formare un ventaglio piatto che passa su tutta l'area da coprire in una sola volta.
Si possono ottenere immagini 3D sia con sistemi fissi sia con quelli a scansione. Il cosiddetto "3-D gated viewing laser radar" è una tecnologia senza scansione che impiega un laser a impulsi e una videocamera a otturatore ultrarapido. Esistono programmi di ricerca militare su questo tipo di LIDAR almeno in Svezia, Danimarca, Stati Uniti e Inghilterra: attualmente sono noti risultati di immagini 3D di bersagli ottenute a parecchi chilometri di distanza con una risoluzione di meno di 10 centimetri.
Ai laboratori JET sulla fusione nucleare in Inghilterra ad Abingdon, Oxfordshire, si usa un LIDAR a diffusione Thomson per determinare i profili di densità e temperatura degli elettroni del plasma.